# Селенид галлия(I)
Селенид галлия(I) — бинарное неорганическое соединение
галлия и селена с формулой Ga2Se,
чёрные кристаллы.

## Получение
- Образуется при совместной возгонке галлия и селена в высоком вакууме:

{\displaystyle {\mathsf {2Ga+Se\ {\xrightarrow {780-850^{o}C}}\ Ga_{2}Se}}}

## Физические свойства
Селенид галлия(I) образует чёрные кристаллы
кубической сингонии,
параметры ячейки a = 0,8918 нм, Z = 10.